# RuneScape
RuneScape es un videojuego de rol multijugador masivo en línea o MMORPG comercializado por Jagex, e implementado en lenguaje Java. Existen más de 10 millones de cuentas gratuitas activas, y han sido creadas más de 200 millones de cuentas a lo largo del tiempo. RuneScape fue creado por Andrew Gower, el creador de DeviousMUD, predecesor de RuneScape, en 1998. Una vez reescrito y renombrado, la primera versión de RuneScape fue lanzada al público el 4 de enero de 2001 en versión beta. Actualmente, RuneScape se encuentra en su tercera versión (RuneScape 3) desde el 22 de julio de 2013. Dispone de la opción de jugar gratis y la opción de pago. La interfaz del juego es simple y se puede acceder desde la mayoría de los navegadores. 
RuneScape ha luchado contra el conocido juego World of Warcraft por el Récord Guiness del juego de más popularidad en todo el mundo y un mapa de 200km.
RuneScape tiene lugar en un mundo de fantasía llamado Gielinor, el cual está dividido en varios reinos, regiones y ciudades. Los jugadores pueden viajar a través de Gielinor a pie, mediante hechizos de teletransportación y otros mecanismos. Cada región ofrece diferentes tipos de monstruos, recursos y aventuras que desafían a los jugadores. A diferencia de muchos MMORPG, no tiene una historia lineal que debe ser seguida. Los jugadores en la pantalla son avatares personalizables, con sus propias metas y objetivos. Los jugadores pueden pelear tanto contra monstruos como contra otros jugadores, completar misiones, aumentar su experiencia en cada una de las 26 habilidades, o conseguir oro y metas físicas. Los jugadores pueden interactuar entre ellos mediante el comercio, conversando o jugando minijuegos (de combate o cooperativos).

## Jugabilidad
Este juego, es conocido por ofrecer una jugabilidad de nivel medio - complejo. El personaje puede ser manejado con el puntero del mouse, haciendo clic en las diferentes opciones que ofrece la interfaz gráfica del juego.

## Servidores

Localización de los servidores de RuneScape.

Durante las horas normales, es común ver alrededor de 60.000 personas en línea conectadas (en algunos momentos se pueden ver hasta 120.000). Hay 169 servidores internacionales (5 en idioma alemán, 2 en idioma francés y 5 en idioma portugués). Cada servidor puede contener un máximo de 2000 jugadores, en total un máximo posible de 338.000 jugadores en línea en cualquier momento. Estos servidores son llamados "mundos" (worlds) en RuneScape y están localizados en Estados Unidos, Reino Unido, Canadá, Australia, Países Bajos, Suecia, España, Finlandia, Bélgica, México, Irlanda, Noruega, Dinamarca, Nueva Zelanda.

## Runescapeen otros idiomas
El 14 de febrero de 2007, Jagex lanzó la versión alemana de Runescape (Beta abierta). Actualmente existen 5 servidores en idioma alemán: 3 para jugadores no miembros, y 2 para jugadores miembros. Estos servidores están localizados en Suecia y Finlandia. La versión francesa del juego apareció el 11 de diciembre de 2008. Además, el 24 de julio de 2009 se lanzó finalmente la versión en portugués. En una entrevista con el CEO de Jagex, Geoff Iddison, indicó que "planean expandir Runescape hacia el este en los mercados asiático y de Europa del Este" y "Runescape no está hecho para Japón, pero podría funcionar bien en Malasia por ejemplo..."
Durante varios años, los únicos moderadores de la comunidad hispana fueron Mod Achilles, y Mod Keildest (tras la renuncia de Mod Achilles), además de algunos Mods de foros y Mods jugadores, y Mod Edu (de la comunidad francesa).
El 24 de abril de 2013 Jagex lanzó la versión en español para América Latina del juego. Actualmente hay 2 mundos en este idioma: el 140 para miembros y el 141 para jugadores gratis. Esto pone fin a un largo reclamo de los jugadores de habla hispana, que venían reclamando desde hace años dicha traducción. Los moderadores actuales son Mod Jules, Mod Javier, Mod Alba, Mod Arantza y Mod German.
El 25 de octubre de 2014 Jagex informó que todos los mundos disponibles en español para América Latina serían eliminados por no ser económicamente viable su mantenimiento, pero también dieron la noticia que si el juego en un futuro necesitara ser traducido al español para América Latina eso sería un hecho.

## Membresía
Al ser un jugador miembro se accede a una enorme cantidad de objetos nuevos, la capacidad de usar nuevas habilidades, como Cultivo o Exterminio, la fabricación de flechas, arcos y ballestas, entre otros; además de poder utilizar una enorme cantidad de nuevas armas y armaduras, la capacidad de construir casas propias y acceder a más de 150 misiones que otorgan recompensas de gran calidad, sea experiencia en habilidades u objetos e incluso nuevos hechizos mágicos.
El costo de la membresía es de 10.99 dólares por mes mediante tarjeta de crédito o débito, y existen diversas opciones de pago que valen 2 dólares más y sus valores bajan mediante más meses uno este jugando, dependiendo del país en el que uno resida. También existe la opción de pagar membresía mediante oro del juego, por medio de objetos llamados oriflamas ("bonds"). Otros beneficios de ser miembro incluyen: mucho más espacio de almacenamiento en el Banco (donde se guardan los objetos y el dinero), acceso exclusivo a la mayoría de los minijuegos y a los nuevos contenidos introducidos al juego, gran cantidad de hechizos nuevos y el acceso a los poderosos ataques especiales de las armas exclusivas de los jugadores pagos.
Cabe destacar que un jugador miembro NO puede usar objetos o poderes propios de miembro (incluyendo ataques especiales) en los servidores de no miembros (ya que obviamente generarían un desbalance contra los jugadores no miembros). Muchos jugadores llegan a disfrutar sin ser miembros hasta niveles bastantes altos de combate, para luego pasar al servicio pago y ampliar enormemente su experiencia en RuneScape, ya que la afiliación es un bien más en RuneScape.

## RuneScape Classic
La primera versión del juego toma las ideas de DeviousMUD, creada por Andrew Gower. Fue exhibida al público hasta hace unos pocos años. RuneScape Classic cuenta con gráficos de menor calidad, cuenta con una menor cantidad de misiones y de objetos, y también un mapa para jugadores miembros y no miembros de menor tamaño, como también una cantidad menor de habilidades. Aun así, fue y es uno de los MMORPG más jugados de la web.
El 23 de mayo de 2018, los servidores de RuneScape Classic cerraron sus puertas. Esto puso fin a 17 años de RuneScape Classic. RuneScape 3 y Old School RuneScape continúan siendo versiones del juego ofrecidos por Jagex.

## Evolución del Combate
En junio de 2012, RuneScape lanzó la versión Beta de una serie de cambios al sistema de combate; este conjunto de actualizaciones fue conocido como "Evolución del Combate", esto fue clasificado por Jagex como la mejor actualización del juego en la historia. El Beta fue al principio solo para miembros registrados; sin embargo, a partir de la tercera semana fue abierto al público en general durante los fines de semana. El Beta terminó en diciembre de 2012, con el lanzamiento de la Evolución del Combate al juego principal.

## Old School RuneScape
Old School RuneScape (a veces llamado 2007scape) es el nombre oficial de Jagex para una versión antigua de RuneScape que han introducido de un backup del código fuente de RuneScape del 10 de agosto de 2007.
Esta versión del juego fue anunciada el 13 de febrero de 2013. Después del anuncio, una encuesta se abrió para ver el nivel de interés de la comunidad (el 15 de febrero de 2013).
El 22 de febrero de 2013, Jagex abrió más de 50 servidores para Old School Runescape y dio un mes de crédito hacia "members" para todos los que habían participado en la encuesta. El juego rápidamente vio un conteo de jugadores equitativo a la otra versión del juego (RuneScape 3).
La versión Old School RuneScape es muy popular en Venezuela debido a que el salario mínimo es de 0.92$ mensuales, consecuencia de la grave crisis venezolana que ha vivido el país desde principios del 2013. Es posible producir la moneda del juego "Coins" y venderla por dinero real (sin embargo es penalizado dentro del juego con un baneo permanente si es detectado), haciendo posible hacer 1$ cada 3 horas en niveles medios dentro del juego, por lo cual muchos profesionales y adolescentes en Venezuela han dejado sus trabajos y estudios para dedicarse a tiempo completo a jugar Runescape, ya que de otra forma no podrían sobrevivir debido a los altos costos de la comida.

## Runescapeen elLibro Guinnes de los récords
En el 22 de agosto de 2008, Runescape entró en el Libro Guinness de los récords. El juego fue reconocido como el MMORPG más popular en el mundo, del momento y hasta la actualidad lo sigue siendo, teniendo una gran rivalidad por el puesto con el popular juego WoW (World Of Warcraft).
El 19 de julio de 2012, RuneScape alcanzó el logro de 200 millones de cuentas creadas desde el día del lanzamiento del juego el 3 de enero de 2001 luego del Beta "DeviousMUD", el cual nunca fue lanzado al público y solo unas cuantas personas pudieron presenciar el juego.